# Potravlje
Potravlje je selo koje se nalazi u podnožju planine Svilaje a uz samu obalu jezera Peruče negdje na pola puta između gradova Sinja i Vrlike a između susjednih mu sela Maljkova i Satrića. Sa svojih 823 stanovnika jedno je od najvećih naselja u sastavu općine Hrvace.
Prezimena ljudi koja su zastupljena u selu su: Ajduković, Babić, Balić, Bešlić, Budić, Cvitković, Domnjak, Gašpar, Glavinić, Glavurdić, Jurić, Kanaet, Knezović, Kotromanović, Kojić, Kudrić, Kunac, Lijić, Lovrić, Majić, Marović, Mihaljević, Pezo, Prelas, Primorac, Pripužić, Prološčić, Rožić, Soldić, Tadić, Titlić i Vidosavljević.

## Povijest
Kraj je naseljen još u starom vijeku. Nastanjavali su ga Iliri. Kršćanstvo je rano došlo u ove krajeve, o čemu svjedoči starokršćanska bazilika s grobovima od koje su danas samo ostatci. Nalazi se na lokalitetu Grudini.
U selu se nalazi ruševine srednjovjekovnog i ranonovovjekovnog grada Potravnika (drugo ime: Travnik) koji je u narodu poznat kao Bićin grad odnosno Kotromanić kula. Prvi mu je spomen iz 1371. godine.
Potravlje zajedno sa selima Maljkovom i Satrićem čini župu sv. Filipa i Jakova apostola. Nove su stanovnike u 17. st. dobili kad je dušobrižnik i narodni vođa hercegovačkih katolika Franjo Marinović 1696. uz pomoć franjevaca iz Živogošća preveo 736 katoličkih obitelji (oko 5000 duša) iz Brotnja u krajeve pod mletačkom vlašću (u Potravlje, Muć i Grab).
U NOB-u tijekom Drugog svjetskog rata sudjelovala su 85 stanovnika.
Četnici su u Domovinskom ratu kad su rujna i listopada 1991. okupirali ovaj kraj zapalili 90% kuća ove župe, dvije škole i sve katoličke crkve. Hrvati su tad bili prisiljeni napustiti svoje domove te su izbjegli ili bili prognani.

## Stanovništvo
| broj stanovnika | 919   | 1186  | 709   | 1062  | 1203  | 1281  | 1313  | 1352  | 1292  | 1386  | 1245  | 1230  | 1174  | 1006  | 823   | 651   | 527   |
|                 | 1857. | 1869. | 1880. | 1890. | 1900. | 1910. | 1921. | 1931. | 1948. | 1953. | 1961. | 1971. | 1981. | 1991. | 2001. | 2011. | 2021. |

Prema podacima popisa stanovništva iz 2021. godine selo Potravlje ima 536 stanovnika. 

## Zempljopis
Potravlje se smjestilo sa svojim zaselcima na obronke Svilaje na brežuljke, dubrave i zaravni, ispresijecano brojnim seoskim putevima i puteljcima između kuća i obrađenih njiva, livada i šuma.

## Gospodarstvo
Selo je poznato po izradi posuda od ilovače u narodu poznatih kao bakre.

## Poznate osobe
- Marko Babić - heroj Domovinskog rata
- Ante Kotromanović - saborski zastupnik i umirovljeni zapovjednik OSRH
- Božo Domnjak – guslar[8]
- Josip Gašpar – nogometaš Dinama i reprezentativac Hrvatske
- Grgo Kotromanović – kipar i fratar

## Spomenici i znamenitosti
- Potravnik, ruševina utvrde srednjovjekovnog i ranonovovjekovnog grada
- Ostaci ilirskoga naselja na Crkvinama ispod brda Mačkula,
- Ostaci Ilirskoga i rimskoga naselje Grudine

## Vanjske poveznice
1. ↑  Registar prostornih jedinica Državne geodetske uprave Republike Hrvatske. Wikidata Q119585703
2. ↑  Popis stanovništva, kućanstava i stanova 2021. – stanovništvo prema starosti i spolu po naseljima (hrvatski i engleski). Državni zavod za statistiku. 22. rujna 2022. Wikidata Q118496886
3. ↑  Naselje i odredišni poštanski ured. Hrvatska pošta. Pristupljeno 3. siječnja 2022.
4. 1 2 3 4 5  Potravlje Župa Svetog Filipa i Jakova apostola - Potravlje
5. ↑  Destinacije.com[neaktivna poveznica] Kula Potravnik / Kotromanić Kula / Bićin Grad
6. ↑  Potravnik. Inačica izvorne stranice arhivirana 27. travnja 2012. Pristupljeno 25. srpnja 2012. journal zahtijeva |journal= (pomoć)
7. ↑  Iz povijesti Dalmacije (str. 122) - Bernard Stulli ISBN 86-7397-073-3
8. ↑  Domnjak, Božo. Hrvatska enciklopedija. Leksikografski zavod Miroslav Krleža. Pristupljeno 29. ožujka 2021.